# Charadrahyla nephila
Charadrahyla nephila är en groddjursart som först beskrevs av Joseph R. Mendelson och Campbell 1999.  Charadrahyla nephila ingår i släktet Charadrahyla och familjen lövgrodor. IUCN kategoriserar arten globalt som sårbar. Inga underarter finns listade i Catalogue of Life.